# بیلس رایت
 بیلس رایت (انگلیسی: Beals Wright؛ زاده ۱۹ دسامبر ۱۸۷۹ درگذشته ۲۳ اوت ۱۹۶۱) یک تنیس‌باز اهل ایالات متحده آمریکا بود.